# Magnús Pétursson
Magnús Pétursson (Skerjafjörður, 1932. december 31. – Reykjavík, 2022. december 9.) izlandi nemzetközi labdarúgó-játékvezető. Kevés játékvezetőre jellemzően más sportágban, kézilabdában is nemzetközi játékvezető.

## Pályafutása

### Nemzeti játékvezetés
A játékvezetői vizsgát 1951-ben tette le, pályafutása során hazája legfelső szintű labdarúgó-bajnokságának játékvezetője lett.

### Nemzetközi játékvezetés
Az Izlandi labdarúgó-szövetség Játékvezető Bizottsága (JB) terjesztette fel nemzetközi játékvezetőnek, a Nemzetközi Labdarúgó-szövetség (FIFA) 1964-től tartotta nyilván bírói keretében. Több nemzetek közötti válogatott- és klubmérkőzést vezetett vagy partbíróként tevékenykedett. Az izlandi nemzetközi játékvezetők rangsorában, a világbajnokság-Európa-bajnokság sorrendjében többedmagával a 4. helyet foglalja el 3 találkozó szolgálatával. Az aktív nemzetközi játékvezetéstől 1981-ben vonult vissza.

#### Világbajnokság
A világbajnoki döntőhöz vezető úton Angliába a VIII., az 1966-os labdarúgó-világbajnokságra a FIFA JB játékvezetőként alkalmazta.
| Időpont        | Helyszín                          | Mérkőzés típusa           | Mérkőzés          | Eredmény | Nézők száma |
| -------------- | --------------------------------- | ------------------------- | ----------------- | -------- | ----------- |
| 1965. május 5. | Idrottsparken Stadion, Norrköping | előselejtező (2. csoport) | Svédország–Ciprus | 3 : 0    | 15 796      |

#### Európa-bajnokság
Az európai-labdarúgó torna döntőjéhez vezető úton Jugoszláviába az V., az 1976-os labdarúgó-Európa-bajnokságra és Olaszországba a VI., az 1980-as labdarúgó-Európa-bajnokságra az UEFA JB játékvezetőként foglalkoztatta.
| Időpont           | Helyszín                           | Mérkőzés típusa           | Mérkőzés               | Eredmény | Nézők száma |
| ----------------- | ---------------------------------- | ------------------------- | ---------------------- | -------- | ----------- |
| 1974. október 13. | Municipal Stadion, Luxemburg       | előselejtező (2. csoport) | Luxemburg–Magyarország | 2 : 4    | 3326        |
| 1978. október 25. | Racecourse Ground Stadion, Wrexham | előselejtező (7. csoport) | Wales–Málta            | 7 : 0    | 11 475      |

## Magyar vonatkozások
1976-ban Budapestre az UEFA XXIX. ifjúsági tornájára játékvezetőként érkezett az izlandi csapattal. A magyar női kézilabda válogatottnak a Dánia, Norvégia, Svédország elleni mérkőzését irányította.